# CBSドキュメント
『CBSドキュメント』（シービーエス・ドキュメント）は、かつてはTBSなどで放送されていた、海外放送を中心としたドキュメンタリー番組である。
その後TBSニュースバードで放送されていた後継番組『CBS60ミニッツ』（ - シックスティ・ミニッツ）についてもあわせて解説する。

## 概要

### 2010年3月まで
1988年10月2日放送開始。20年を超える長寿番組で、2010年3月17日の放送分（『CBSドキュメント』としての最終回）の時点で1009回を数える。
放送時間は、当初は、日曜日の深夜（月曜日未明）に放送されていた。その後、金曜日の深夜（土曜日未明）に移ったあと、2006年4月から現在の水曜日の深夜（木曜日未明）に放送されていた。
また、地上波より数カ月遅れ（2009年12月の時点では約1カ月遅れ）であったが、TBSニュースバードでも放送されていた。2010年1月から地上波での放送が月2回に減ったことによって、同年2月にはニュースバードでの放送がほぼ地上波に追いついていた。
制作は、米国のCBSとTBS（構成：東放制作（エフエフ東放を経て現在のTBSスパークル））の共同となっていた。
内容はCBSの『60 Minutes』の日本語版放送を主とするが、まれに『48 Hours』を放映することがある（『48 Hours』は1990年代まで水曜深夜に『新アメリカ紀行』『ドキュメントUSA』などのタイトルで独立枠として放映していた時期もあった）。
1994年10月2日深夜の放送は、旧テレビ局舎から送出される最後の番組となった。その後に放送されていた『世界かれいどすこうぷ』などの通常番組を休止し、3日午前1時15分からクロージング映像のあと、「現在のテレビ局舎（旧社屋）からの放送を終え、翌朝から新放送センター（つまり現在の社屋）からの放送となる」旨の静止画像の告知が放送されてカラーバー映像を経て停波し、TBSテレビの開局から40年近く続いた旧テレビ局舎からの放送を終えた。
2010年3月に21年半続いた地上波・TBSテレビでの放送を終了し、バラカンと吉川が番組存続を訴えつつ終了となる異例の最終回となった。放送終了に伴い一部視聴者を中心に番組復活を願う電子署名活動が署名TVで開始され、Facebook内にもグループが設立された（グループメンバーにはバラカン、佐々木かをりが参加）。同年3月30日付の読売新聞（東京本社管内）朝刊でも番組終了を残念がる記事が掲載され、同年4月13日にトーク・ライブイベント（会場：阿佐ヶ谷LOFT A、バラカンが参加）が開催された。
日曜深夜に放送されていたころは、北海道放送、東北放送、中部日本放送、南日本放送など一部の系列局にもネットされていたことがあった。

### 2010年4月以降
当時のTBSニュースバードの部長が「地上波でやめるならCSで続けたい」と直談判し、2010年4月以降も放送の継続が決定し、新たにタイトルを『CBS60ミニッツ』として、4月14日にスタートした。
従来からのCBSの『60 Minutes』を中心としたドキュメンタリー番組を放送するが、日本語吹き替えから字幕放送に変更したほか、ニュースバードのスタジオで収録されるようになった。
基本的に隔週で新作が放送される。つまり、本放送の翌週は再放送、というペースとなる。また、数回分を集中して再放送することもある。
4年間継続したが、2014年3月26日の放送で通算25年半の放送を終えた。

## 司会

### CBSドキュメント
解説役
- ピーター・バラカン（1988年10月 - 2010年3月）

案内役
- 初代：石井苗子（1988年10月 - 不明）
- 2代目：矢吹藍子（不明 - 1996年6月）
- 3代目：佐々木かをり（1996年7月 - 2000年）
- 4代目：吉川美代子（当時TBSアナウンサー、2000年 - 2010年3月）

日本語吹き替えナレーション
- 伊藤惣一 （初期）

※番組に参加したTBSアナウンサーを紹介（TBS入社順。退社者を含む）。
- 宇野淑子、林美雄、宮内鎮雄、近藤美矩、鈴木順、吉川美代子、柴田秀一、浦口直樹、岡崎潤司、戸田恵美子、向井政生、有村美香、秋沢淳子、伊藤隆太、高野貴裕、蓮見孝之

以上、TBSアナウンサー名鑑（2002年 - 2009年版）での掲載データに基づく。

### CBS60ミニッツ
解説役
- ピーター・バラカン（2010年4月 - 2014年3月26日）

案内役
- 通算5代目：黒木奈々（2010年4月 - 2011年3月23日）[1]
- 通算6代目：黒塚まや（2011年3月30日 - 2013年10月2日）
- 通算7代目：槙あやな（2013年10月9日 - 2014年3月26日）

## 放送時刻

### CBSドキュメント

#### 地上波・TBSテレビ
- 1988年10月3日 - 1990年10月1日　月曜日 0:10 - 1:05（日曜日深夜）

ただし、第1回の放送は30分遅れの放送だった。
- 1990年10月8日 - 1999年3月29日　月曜日 0:20 - 1:15（日曜日深夜）
- 1999年4月5日 - 2002年4月1日　月曜日 0:50 - 1:45（日曜日深夜）
- 2002年4月6日 - 2006年4月1日　土曜日 2:55 - 3:50（金曜日深夜）
- 2006年4月6日 - 2008年9月25日　木曜日 1:55 - 2:50（水曜日深夜）
- 2008年10月2日 - 2009年3月26日　木曜日 1:59 - 2:54（水曜日深夜）
- 2009年4月2日 - 10月1日　木曜日 2:04 - 2:59（水曜日深夜）
- 2009年10月8日 - 12月　木曜日 1:29 - 2:24（水曜日深夜）
- 2010年1月6日 - 3月17日　第1・第3水曜日の翌日未明 1:29 - 2:24（第1・第3水曜日深夜）

二ヶ国語放送を実施。　

#### CS・TBSニュースバード
- （開始時期不明） - 2008年3月26日　水曜日 21:00 - 21:45 （『Bird's Document』枠内）
- 2008年4月2日 - 2009年3月25日　水曜日 22:45 - 23:30頃（『特選ドキュメンタリー』（画面ではBird's Documentと表記）枠内）
- 2009年4月1日 - 2010年3月24日　水曜日 23:00 - 23:45頃（『特選ドキュメンタリー』枠内）

地上波からおよそ1ヶ月遅れだったが、2010年2月にほぼ追いついていた。また、地上波で行われている二ヶ国語放送は実施されていなかった。

### CBS60ミニッツ
- 2010年4月14日 - 2014年3月26日　水曜日 23:00 - 23:45頃（『特選ドキュメンタリー』枠内）

CS・TBSニュースバードのみ放送。日本語字幕放送。

## エピソード
- NHKの『サラリーマンNEO』で「NEOドキュメント」としてパロディ化された。バラカンが本人役と記者役、宮崎美子が吉川美代子役を演じ、TBSのOBである宮内鎮雄がナレーションを担当した。